# NGC 2511
NGC 2511 ist eine Galaxie vom Typ S im Sternbild Kleiner Hund. Sie ist schätzungsweise 194 Millionen Lichtjahre von der Milchstraße entfernt.
Das Objekt wurde von Bindon Blood Stoney am 31. Januar 1851 entdeckt.